# Degu Debebe
Degu Debebe, född 1 januari 1984 i Arba Minch, är en etiopisk fotbollsspelare.

## Karriär
Degu Debebe startade sin karriär i Arba Minch City. Under sommaren 2004 skrev han på för Saint George, som han har vunnit 6 ligatitlar med.
Debebe debuterade för Etiopien 2003. Under Afrikanska Mästerskapet 2013 är han lagkapten.